# Olivia García
Olivia García (* 22. Oktober 2001) ist eine chilenische Leichtathletin, die sich auf den Hochsprung spezialisiert hat.

## Sportliche Laufbahn
Erste internationale Erfahrungen sammelte Olivia García im Jahr 2021, als sie bei den U23-Südamerikameisterschaften in Guayaquil mit übersprungenen 1,74 m die Bronzemedaille hinter der Kolumbianerin Jennifer Rodríguez und Arielly Monteiro aus Brasilien gewann. Anschließend belegte sie bei den erstmals ausgetragenen Panamerikanischen Juniorenspielen in Cali mit 1,70 m den fünften Platz. Im Jahr darauf wurde sie bei den U23-Südamerikameisterschaften in Cascavel mit 1,72 m Vierte.
In den Jahren 2019 und 2020 wurde García chilenische Meisterin im Hochsprung.